# Causalis-finalis
De causalis-finalis (ook wel causatief of finalis) is in het Hongaars een naamval die een reden, oorzaak of doel voor iets beschrijft. Daartoe wordt de suffix -ért gebruikt, bijvoorbeeld miért? waarom?, azért daarom, a könyvért jövök ik kom voor het boek / ik kom het boek ophalen. De suffix ért kan ook zelfstandig worden gebruikt met een persoonsuitgang, bijvoorbeeld: érted om jou, értünk jönnek ze komen ons ophalen.
De term causatief kan verschillende betekenissen hebben. Voor de hieronder staande betekenis wordt in het Hongaars de factitief gebruikt met de suffix -at/-et/-tat/-tet achter het werkwoord. Een overgankelijk werkwoord heet het causatief of factatief van een ander werkwoord als het het laten geschieden van de handeling van dat werkwoord door een object uitdrukt.